# Chiesa dei Santi Francesco e Matteo
La chiesa dei Santi Francesco e Matteo è una chiesa barocca di Napoli; si erge nel centro storico in vico lungo San Matteo.

## Storia
In origine l'edificio di culto fu dedicato a san Francesco d'Assisi; la sua fondazione risale al 1587 grazie all'intervento della Corporazione dei cocchieri.
Più tardi, non fu più possibile ai cocchieri di riunirsi nella chiesa (il motivo è tutt'oggi poco chiaro) e venne ceduta alla congrega dei francescani; tuttavia anche questi la abbandonarono in breve tempo, perché non riuscivano, con le sole elemosine dei fedeli, a mantenere l'intera comunità.
Venne acquistata nel 1588 dai fedeli del posto (i complateari), che la rimaneggiarono secondo lo stile barocco grazie all'aiuto dei confratelli di san Matteo. Nel periodo vicereale, venne alloggiato un reggimento spagnolo con una prigione eretta per le prostitute. In anni più recenti fu gravemente danneggiata dai bombardamenti della Seconda Guerra Mondiale.
La chiesa è visitabile ed aperta al pubblico. Nell'interno, a navata unica con cappelle laterali, si conservano varie opere pittoriche, la più rilevante è la tela di Girolamo Cenatiempo sopra l'altare maggiore.
Adiacenti alla chiesa sono altri due luoghi di culto: la Chiesa di Santa Maria della Lettera e l'Oratorio della Confraternita dei Bianchi dei Santi Francesco e Matteo alla Scala Santa.

## Curiosità
In questa chiesa nel 1727 il grande pittore locale Francesco De Mura sposò Anna d'Ebreu .

## Altre immagini

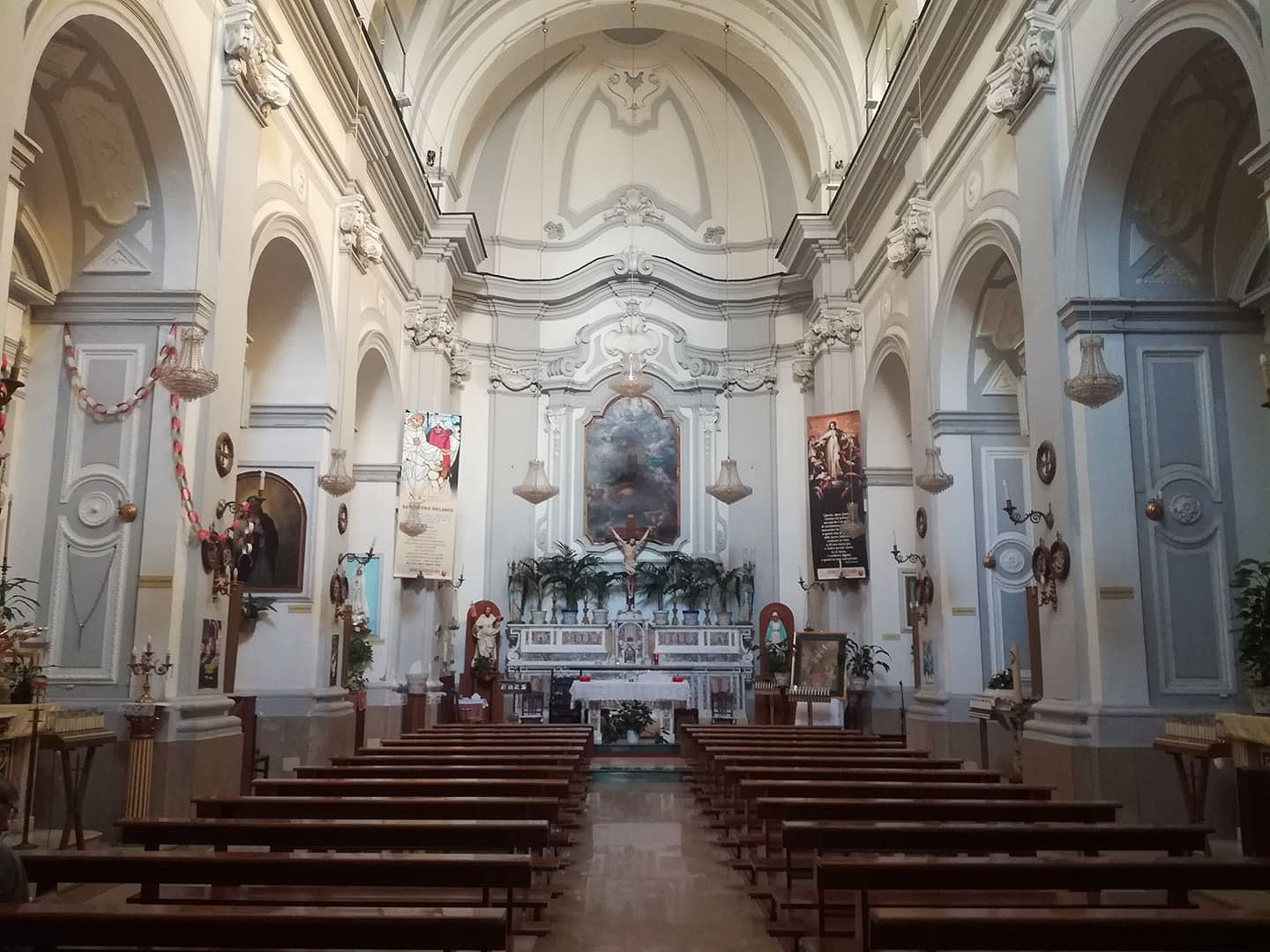
L'interno